# Sławomir Wiak
Sławomir Jan Wiak (* 14. August 1948 in Janówek) ist ein polnischer Ingenieur mit der Spezialisierung auf Mechatronik. Von 2016 bis 2020 war er Rektor der Technischen Universität Łódź (Politechnika Łódzka).

## Leben
1967 legte Sławomir Wiak seine Matura am Technikum Elektrotechniczne in Żychlin ab. 1973 erhielt er sein Diplom als Ingenieur der Technischen Universität Łódź. Anschließend war er als Assistent an der Hochschule tätig. Seine Promotion unter Kazimierz Zakrzewski erfolgte 1979 und danach war Sławomir Wiak als Adjunkt an der TU Łódź tätig. Er habilitierte 1990 und war ab 1993 als außerordentlicher Professor tätig. Zum 1. September 2005 erfolgte die Ernennung zum ordentlichen Professor. Seit 2007 ist er Direktor des Instituts für Mechatronik und Informationssysteme, von 2008 bis 2012 weiterhin Dekan der Fakultät für Elektrotechnik, Informatik und Automatisierung. 2012 wurde er zum Prorektor der TU und 2016 wurde er für eine vierjährige Kadenz zum Rektor der TU Łódź gewählt, sein Nachfolger wurde Krzysztof Jóźwik. 2017 wurde Sławomir Wiak die Ehrendoktorwürde der Staatlichen Universität Weliki Nowgorod verliehen, im Jahr darauf erhielt er diese Anerkennung von der der Universität Artois.
Sławomir Wiak ist verheiratet.